# Lotus T127
La Lotus T127 è una vettura di Formula 1 costruita dalla scuderia anglo-malese Lotus, per partecipare al Campionato del Mondo 2010. È la monoposto che segna l'esordio in Formula 1 per questo team, anche se la scuderia si considera erede del noto costruttore inglese che si è ritirato dalla Formula 1 al termine della stagione 1994. È stata presentata il 12 febbraio 2010 presso il Royal Horticultural Halls and Conference Centre, nel centro di Londra. La vettura è spinta da un propulsore Cosworth CA2010, con cui il motorista inglese fa il suo rientro in F1 dopo quattro anni di assenza. I piloti sono l'italiano Jarno Trulli, proveniente dalla Toyota, e il finlandese Heikki Kovalainen, in uscita dalla McLaren.

## Livrea
La vettura riprende i colori storici delle monoposto Lotus coi colori verde e oro. Sui lati della scocca appare il logo 1 Malaysia per ricordare l'origine malese della scuderia. Nel Gran Premio d'Europa 2010 la Lotus festeggia il 500º gran premio in Formula 1 (tenendo conto delle 491 gare del Team Lotus e le 9 della Lotus Racing) ponendo un logo celebrativo sulla vettura.

## Aspetti tecnici
La vettura dà luogo a una controversia giudiziaria con la Force India. Il team indiano infatti accusa la Lotus di aver fatto propri alcuni dati riservati. Ciò sarebbe avvenuto in quanto la Lotus utilizza, per il proprio sviluppo aerodinamico, la stessa ditta italiana utilizzata in passato dalla Force India.

## Scheda tecnica
- Lunghezza: -
- Larghezza: -
- Altezza: -
- Peso: 620 Kg min.
- Carreggiata anteriore: -
- Carreggiata posteriore: -
- Passo: -
- Telaio: materiali compositi, a nido d'ape con fibre di carbonio
- Trazione: posteriore
- Frizione:
- Cambio: X-Trac gearbox longitudinale, 7 marce e retromarcia (comando semiautomatico sequenziale a controllo elettronico)
- Differenziale:
- Freni:
- Motore: Cosworth Cosworth CA2010 2,400 cm³ 90° V8 18,000 RPM
  - Num. cilindri e disposizione: 8 a V 90°
  - Cilindrata: 2.400 cm³
  - Alesaggio: 98 mm
  - Distribuzione: DOHC pneumatica
  - Valvole: 32 (4 per cilindro)
  - Materiale blocco cilindri:
  - Olio:
  - Benzina:
  - Peso: 95 kg (minimo regolamentare)
  - Alimentazione: iniezione elettronica
  - Accensione: standard FIA
- Sospensioni:
- Pneumatici: Bridgestone
- Cerchi: 13" BBS Wheels

## Versioni derivate
Basandosi sulla T127, la Lotus ha sviluppato una versione per la vendita a privati. Denominata Lotus Exos T125, era equipaggiata con un propulsore Cosworth V8 3.5 litri da 650 cv di potenza. Il telaio in configurazione monoscocca era realizzato in fibra di carbonio, era dotata di un impianto frenante con dischi in carbo-ceramica ed era fornita di sospensioni push-rod anch'esse in fibra. Si prevede la creazione di 25 esemplari.

## Piloti
- Jarno Trulli -  - n. 18
- Heikki Kovalainen -  - n. 19
- Fairuz Fauzy -  - pilota di riserva/collaudatore

## Stagione 2010

### Test
Lo shakedown della vettura è avvenuto il 9 febbraio 2010, ancor prima della presentazione ufficiale, presso il Circuito di Silverstone con Fairuz Fauzy alla guida. Sempre col pilota malese la vettura affronta per la prima volta dei test collettivi sul Circuito di Jerez dal 17 febbraio 2010.
Il giorno seguente è la volta di Heikki Kovalainen che però è costretto a limitare il numero di giri percorsi a causa di un'uscita di pista, che ha reso necessarie delle riparazioni e l'attesa quindi dei pezzi di ricambio. Sempre col finlandese il terzo giorno sono state svolte delle prove con vettura a pieno carico. L'ultimo giorno dei test di Jerez la vettura è stata affidata a Jarno Trulli che ha compiuto 104 giri senza riscontrare problemi. In questa prima fase di test la vettura non si è dimostrata molto competitiva, risultando circa un secondo più lenta della Virgin VR-01 e accusando circa 5 secondi in più rispetto ai tempi fatti segnare dalle migliori monoposto.
Nei test compiuti successivamente sul Circuito di Barcellona (tra il 25 e il 28 febbraio) il primo giorno la vettura viene affidata ancora a Fauzy, poi ancora a Trulli nei due giorni seguenti e, infine, a Kovalainen l'ultimo giorno. In questi test la T127 dimostra una miglioramento, riuscendo spesso a sopravanzare i tempi della Virgin.
Nel corso dei test aerodinamici svolti il 1º settembre 2010 su un rettilineo dell'aeroporto del Imperial War Museum Duxford, nei pressi di Cambridge, la vettura viene affidata al pilota malese Nabil Jeffri, appena sedicenne, che così diventa il più giovane pilota ad aver guidato una monoposto di F1 in test ufficiali.

### Campionato
L'esordio nel campionato nel Gran Premio del Bahrain porta le due Lotus al ventesimo e ventunesimo posto in griglia, davanti solo alla Virgin di Lucas Di Grassi e alle due Hispania, queste ultime però penalizzate dall'assenza di test durante l'inverno. In gara Kovalainen chiude quindicesimo (l'unico fra le vetture dei nuovi team a vedere la bandiera a scacchi), mentre Trulli è classificato 17º, pur ritirandosi a 3 giri dal termine per un problema idraulico.
In Australia Trulli non può partecipare alle gare per un problema tecnico, così come Heikki Kovalainen a Barcellona. Nel Gran Premio di Monaco Trulli è protagonista di un incidente alla Rascasse, per fortuna senza conseguenze, con la sua monoposto che vola sopra a quella di Karun Chandhok.
Nel Gran Premio di Valencia Kovalainen è protagonista dell'incidente spettacolare che coinvolge Mark Webber. La vettura dell'australiano decolla in aria dopo aver toccato la Lotus del finlandese.
Un altro episodio spettacolare sarà il ritiro, col motore in fiamme, per Kovalainen, nel Gran Premio di Singapore. La stagione si chiude senza aver raccolto punti iridati, ma la squadra riesce a conquistare il 10º posto nel mondiale costruttori, l'ultimo utile per partecipare alla spartizione degli introiti commerciali, risultando quindi anche la migliore fra i tre team esordienti nel 2010.

## Risultati F1
| Anno | Team            | Motore                 | Gomme | Piloti     |    |    |    |     |    |     |     |     |     |    |     |    |    |     |     |    |     |    |    | Punti | Pos. |
| ---- | --------------- | ---------------------- | ----- | ---------- | -- | -- | -- | --- | -- | --- | --- | --- | --- | -- | --- | -- | -- | --- | --- | -- | --- | -- | -- | ----- | ---- |
| 2010 | Lotus F1 Racing | Cosworth CA2010 2.4 V8 | B     | Trulli     | 17 | NP | 17 | Rit | 17 | 15  | Rit | Rit | 21  | 16 | Rit | 15 | 19 | Rit | Rit | 13 | Rit | 19 | 21 | 0     | 10º  |
| 2010 | Lotus F1 Racing | Cosworth CA2010 2.4 V8 | B     | Kovalainen | 15 | 13 | NC | 14  | NP | Rit | Rit | 16  | Rit | 17 | Rit | 14 | 16 | 18  | 16  | 12 | 13  | 18 | 17 | 0     | 10º  |
| 2010 | Lotus F1 Racing | Cosworth CA2010 2.4 V8 | B     | Fauzy      |    |    | SP |     |    |     |     |     |     | SP | SP  |    |    |     | SP  |    |     |    | SP | 0     | 10º  |

| Legenda | 1º posto     | 2º posto | 3º posto    | A punti         | Senza punti/Non class.  | Grassetto – Pole position Corsivo – Giro più veloce |
| Legenda | Squalificato | Ritirato | Non partito | Non qualificato | Solo prove/Terzo pilota | Grassetto – Pole position Corsivo – Giro più veloce |